# Margosari (Pagelaran)
Margosari is een bestuurslaag in het regentschap Pringsewu van de provincie Lampung, Indonesië. Margosari telt 3527 inwoners (volkstelling 2010).